# Machar
Machar es un municipio canadiense situado en la provincia de Ontario.

## Superficie
Machar tiene una superficie de 182,65 km².

## Demografía
En 2021, tenía 969 habitantes, una densidad poblacional de 5,3 hab./km², y 875 viviendas.